# Sturmabteilung
A Sturmabteilung (Pronúnciaⓘ; em alemão, lit.  "Divisão de Assalto"  ou "Tropas de Assalto"; abreviada como SA) foi a organização paramilitar original de Adolf Hitler e do Partido Nazista da Alemanha. Desempenhou um papel significativo na ascensão de Hitler ao poder nas décadas de 1920 e início de 1930. Seus principais objetivos eram fornecer proteção para comícios e assembleias nazistas, interromper as reuniões de partidos opositores, lutar contra as unidades paramilitares dos partidos opositores, especialmente o Roter Frontkämpferbund do Partido Comunista da Alemanha (KPD) e o Reichsbanner Schwarz-Rot-Gold do Partido Social-Democrata da Alemanha (SPD), e intimidar os ciganos, sindicalistas e especialmente os judeus.
As SA eram coloquialmente chamadas de Camisas Pardas (Braunhemden) por causa da cor das camisas de seus uniformes, semelhantes aos Camisas Negras de Benito Mussolini. O uniforme oficial da SA era uma camisa marrom com gravata marrom. A cor surgiu porque uma grande remessa de camisas Lettow, originalmente destinadas às tropas coloniais alemãs na antiga colônia da África Oriental,  foi comprada em 1921 por Gerhard Roßbach para uso por sua unidade paramilitar Freikorps. Mais tarde, eles foram usados para sua organização Schilljugend em Salzburgo e, em 1924, foram adotados pela Schilljugend na Alemanha. A "Schill Sportversand" tornou-se então a principal fornecedora das camisas marrons da SA. A SA desenvolveu títulos pseudomilitares para seus membros, com patentes que foram posteriormente adotadas por vários outros grupos do Partido Nazista.
Após a ascensão de Hitler à liderança do Partido Nazista em 1921, ele formalizou os militantes apoiadores do partido na SA como um grupo que protegeria as reuniões do partido. Em 1923, devido à sua crescente desconfiança na SA, Hitler ordenou a criação de uma unidade de guarda-costas, que foi finalmente abolida após o fracassado Putsch da Cervejaria naquele ano. Pouco depois da libertação de Hitler da prisão, ele ordenou a criação de outra unidade de guarda-costas em 1925, que acabou se tornando a Schutzstaffel (SS). Durante a Noite das Facas Longas (die Nacht der langen Messer) expurgo em 1934, o então líder da SA, Ernst Röhm, foi preso e executado. A SA continuou a existir, mas perdeu quase toda a sua influência e foi efetivamente substituída pela SS, que participou do expurgo. A SA continuou existindo até depois da capitulação final da Alemanha Nazista aos Aliados em 1945, quando foi dissolvida e proibida pelo Conselho de Controle Aliado

## Ascensão
O termo Sturmabteilung é anterior à fundação do Partido Nazista em 1919. Originalmente, era aplicado às tropas de assalto especializadas da Alemanha Imperial na Primeira Guerra Mundial, que usavam táticas de infiltração baseadas na organização em pequenos esquadrões de alguns soldados cada. A primeira unidade oficial de stormtroopers alemães foi autorizada em 2 de março de 1915, na Frente Ocidental. O alto comando alemão ordenou que o VIII Corpo formasse um destacamento para testar armas experimentais e desenvolver táticas que pudessem quebrar o impasse na Frente Ocidental. Em 2 de outubro de 1916, Generalquartiermeister Erich Ludendorff ordenou que todos os exércitos alemães no oeste formassem um batalhão de stormtroopers.  Eles foram usados pela primeira vez durante o cerco de Riga pelo 8º Exército e novamente na Batalha de Caporetto. Seu uso foi mais amplo na Frente Ocidental, na ofensiva de primavera alemã em março de 1918, quando as linhas aliadas foram repelidas com sucesso por dezenas de quilômetros.
O DAP (Deutsche Arbeiterpartei; Partido Alemão dos Trabalhadores) foi formado em Munique em janeiro de 1919, e Adolf Hitler se juntou a ele em setembro daquele ano. Seus talentos para oratória, publicidade e propaganda foram rapidamente reconhecidos. [a] No início de 1920, ele ganhou autoridade no partido, que mudou seu nome para NSDAP (Nationalsozialistische Deutsche Arbeiterpartei ou Partido Nacional Socialista dos Trabalhadores Alemães) em fevereiro de 1920.  O comité executivo do partido acrescentou “Socialista” ao nome, apesar das objecções de Hitler, para ajudar o partido a atrair os trabalhadores de esquerda. 
O precursor do Sturmabteilung tinha agido informalmente e de forma ad hoc por algum tempo antes disso. Hitler, com o objetivo de ajudar o partido a crescer por meio da propaganda, convenceu o comitê de liderança a investir em um anúncio no Münchener Beobachter (mais tarde renomeado como Völkischer Beobachter) para uma reunião de massa na Hofbräuhaus, a ser realizada em Munique em 16 de outubro de 1919. Cerca de 70 pessoas compareceram e um segundo encontro foi anunciado para 13 de novembro no Eberl-Bräu cervejaria, também em Munique. Cerca de 130 pessoas compareceram; havia manifestantes, mas os amigos militares de Hitler prontamente os expulsaram à força, e os agitadores "voaram escada abaixo com as cabeças cortadas". No ano seguinte, em 24 de fevereiro, ele anunciou o programa de Vinte e Cinco Pontos do partido em uma reunião de massa de cerca de 2.000 pessoas na Hofbräuhaus. Os manifestantes tentaram calar Hitler, mas seus antigos companheiros de exército, armados com cassetetes de borracha, expulsaram os dissidentes. A base para a SA foi formada. 

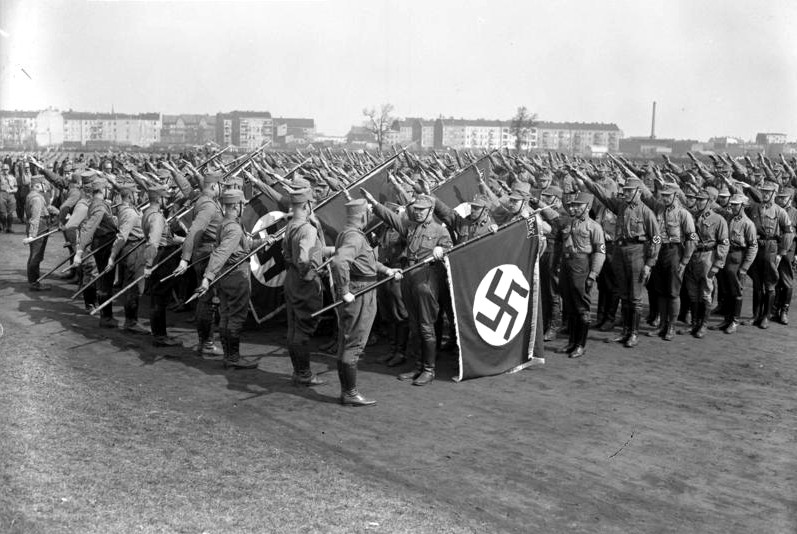
Militantes da SA durante uma reunião em Berlim.

Um grupo permanente de membros do partido, que serviria como Saalschutzabteilung (destacamento de proteção do salão de reuniões) do DAP, reunidos em torno de Emil Maurice após o incidente de fevereiro de 1920 na Hofbräuhaus. Havia pouca organização ou estrutura neste grupo. O grupo também era chamado de "Tropa dos Administradores" (Ordnertruppen) por volta dessa época.  Mais de um ano depois, em 3 de agosto de 1921, Hitler redefiniu o grupo como a "Divisão de Ginástica e Esportes" do partido (Turn- und Sportabteilung), talvez para evitar problemas com o governo.  Já era bem reconhecido como uma função ou órgão apropriado, até mesmo necessário, do partido. A futura SA se desenvolveu organizando e formalizando grupos de ex-soldados e brigões de cerveja que protegeriam as reuniões do Partido Nazista das interrupções dos Social-Democratas (SPD) e dos Comunistas (KPD), além de interromper as reuniões dos outros partidos políticos. Em setembro de 1921, o nome Sturmabteilung (SA) estava sendo usado informalmente para o grupo.  Hitler era o chefe oficial do Partido Nazista naquela época. [b]
O Partido Nazista realizou uma grande reunião pública na Hofbräuhaus de Munique em 4 de novembro de 1921, que atraiu muitos comunistas e outros inimigos dos nazistas. Depois de Hitler falar por algum tempo, a reunião explodiu em uma confusão na qual uma pequena companhia da SA derrotou a oposição. Os nazistas chamaram esse evento de Saalschlacht (trad. Batalha no salão de reuniões), e assumiu proporções lendárias na tradição da África do Sul com o passar do tempo. Posteriormente, o grupo ficou oficialmente conhecido como Sturmabteilung. 
A liderança da SA passou de Maurice para o jovem Hans Ulrich Klintzsch neste período. Ele era um oficial da Marinha e membro da Brigada Ehrhardt, que participou do fracassado Kapp Putsch tentativa de golpe. Quando assumiu o comando da SA, ele era membro da notória Organização Cônsul (OC). [c] Os nazistas, sob o comando de Hitler, começaram a adoptar técnicas de gestão mais profissionais do exército. 
Em 1922, o Partido Nazista criou uma secção juvenil, a Jugendbund, para jovens entre 14 e 18 anos. Sua sucessora, a Juventude Hitlerista (Hitlerjugend ou HJ), permaneceu sob comando da SA até maio de 1932. Hermann Göring se juntou ao Partido Nazista em 1922 depois de ouvir um discurso de Hitler. Ele recebeu o comando da SA como Oberster SA-Führer em 1923.  Mais tarde, ele foi nomeado SA- Obergruppenführer (general) e manteve essa patente na lista da SA até 1945.

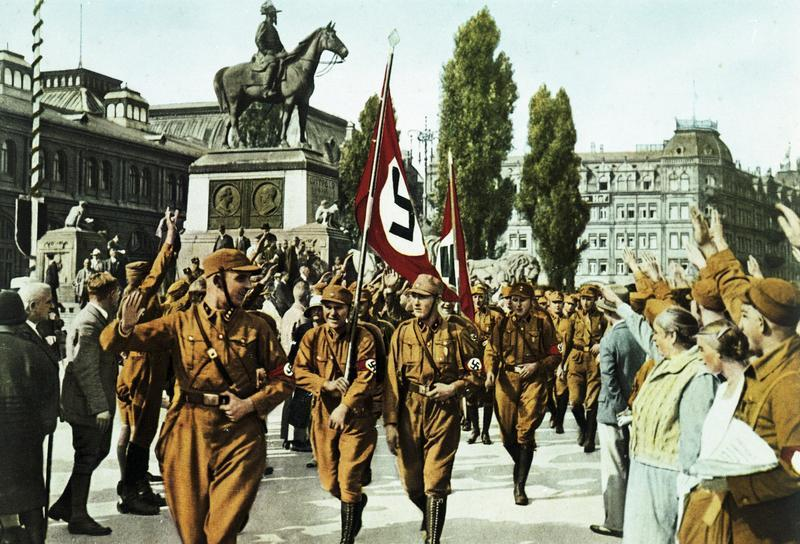
Unidade da SA em Nuremberg, 1929

De abril de 1924 até o final de fevereiro de 1925, a SA foi reorganizada em uma organização de fachada conhecida como Frontbann para contornar a proibição da Baviera ao Partido Nazista e seus órgãos. (Isso foi instituído após o fracassado Putsch da Cervejaria em novembro de 1923). Enquanto Hitler estava na prisão, Ernst Röhm ajudou a criar o Frontbann como uma alternativa legal à então proibida SA. Em abril de 1924, Röhm também recebeu autoridade de Hitler para reconstruir a SA da maneira que achasse adequada. Quando em Abril de 1925 Hitler e Ludendorff desaprovaram as propostas sob as quais Röhm estava preparado para integrar o Frontbann de 30.000 homens na SA, Röhm renunciou a todos os movimentos políticos e brigadas militares em 1º de maio de 1925. Ele sentia grande desprezo pelo caminho “legalista” que os líderes do partido queriam seguir e procurou o isolamento da vida pública.  Ao longo da década de 1920 e na década de 1930, os membros da SA frequentemente se envolviam em brigas de rua, chamadas Zusammenstöße (colisões), com membros do Partido Comunista (KPD). Em 1929, a SA adicionou um Corpo Motorizado para melhor mobilidade e uma reunião mais rápida de unidades.  Também adquiriu uma fonte independente de fundos: royalties de sua própria Sturm Cigarette Company. Anteriormente, a SA dependia financeiramente da liderança do partido, uma vez que não cobrava quotas de filiação;   a SA recrutava sobretudo entre os muitos desempregados da crise económica. A SA usou violência contra lojas e lojistas que vendiam marcas de cigarros concorrentes; também puniu qualquer membro da SA apanhado com cigarros que não fossem da Sturm.   O marketing de tempestade também foi usado para tornar o serviço militar mais atraente. Os cigarros eram vendidos com conjuntos colecionáveis de imagens de uniformes históricos do exército alemão. 
Em setembro de 1930, como consequência da revolta de Stennes em Berlim, Hitler assumiu o comando supremo da SA como seu novo Oberster SA-Führer. Ele enviou um pedido pessoal a Röhm, pedindo que ele retornasse para servir como chefe de gabinete da SA. Röhm aceitou a oferta e começou sua nova missão em 5 de janeiro de 1931. Ele trouxe novas ideias radicais para a SA e nomeou vários amigos próximos para sua liderança sênior.
Anteriormente, as formações da SA estavam subordinadas à liderança do Partido Nazista de cada Gau. Röhm estabeleceu novos Gruppen que não tinha supervisão regional do Partido Nazista. Cada Gruppe estendia-se por diversas regiões e era comandado por um SA- Gruppenführer que respondiam apenas a Röhm ou Hitler. Sob Röhm como seu líder popular e Stabschef (Chefe do Estado-Maior), a SA cresceu em importância dentro da estrutura de poder nazista e se expandiu para ter milhares de membros. No início da década de 1930, os nazistas deixaram de ser um grupo extremista marginal e se tornaram o maior partido político da Alemanha, e a SA se expandiu junto. Em Janeiro de 1932, a SA contava com aproximadamente 400.000 homens. 
Muitos desses stormtroopers acreditavam na promessa strasserista do nazismo. Eles esperavam que o regime nazi tomasse medidas económicas mais radicais, como a desintegração das vastas propriedades rurais da aristocracia, assim que obtivessem o poder nacional.  Quando Hitler assumiu o poder em janeiro de 1933, o número de membros da SA havia aumentado para aproximadamente 2.000.000 — vinte vezes maior que o número de tropas e oficiais da Reichswehr (Exército Alemão).

## Queda

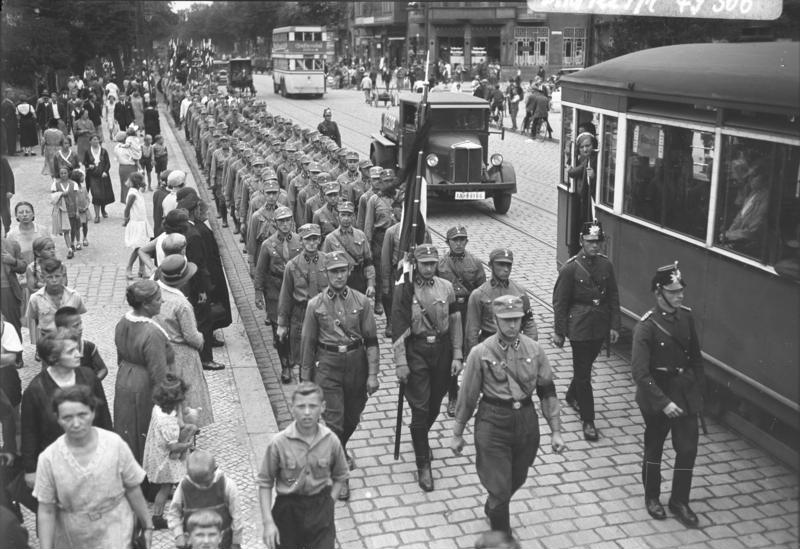
A unidade SA em Berlim em 1932

Depois que Hitler e os nazistas obtiveram poder nacional, a liderança da SA também ficou cada vez mais ansiosa por poder. No final de 1933, a SA contava com mais de 3 milhões de homens, e muitos acreditavam que eles eram a substituição do "antiquada" Reichswehr. O ideal de Röhm era absorver o exército (então limitado por lei a não mais que 100.000 homens) na SA, o que seria um novo "exército popular". Isto ofendeu e alarmou profundamente os líderes profissionais do exército e ameaçou o objetivo de Hitler de cooptar o Reichswehr. O crescente poder e as ambições da SA também representavam uma ameaça para outros líderes nazis.  Originalmente um complemento da SA, a Schutzstaffel (SS) foi colocada sob o controle de Heinrich Himmler, em parte para restringir o poder da SA e seus líderes.  A SS mais jovem evoluiu para ser mais do que uma unidade de guarda-costas de Hitler e demonstrou que era mais adequada para executar as políticas de Hitler, incluindo as de natureza criminosa.  
Embora alguns dos conflitos entre a SS e a SA fossem baseados em rivalidades pessoais entre os líderes, a maioria dos membros tinha diferenças socioeconômicas importantes e conflitos relacionados. Os membros da SS geralmente vinham da classe média, enquanto a SA tinha sua base entre os desempregados e a classe trabalhadora. Politicamente falando, a SA era mais radical que a SS, com seus líderes argumentando que a revolução nazista não havia terminado quando Hitler chegou ao poder, mas que era necessário implementar o strasserismo na Alemanha. Hitler acreditava que a cultura desafiadora e rebelde incentivada antes da tomada do poder deveria dar lugar ao uso dessas forças para a organização comunitária. Mas os membros da SA ressentiam-se de tarefas como a campanha e a angariação de fundos, considerando-as Kleinarbeit (“pequeno trabalho”), que normalmente era realizado por mulheres antes da tomada do poder pelos nazistas. Rudolf Diels, o primeiro chefe da Gestapo, estimou que em Berlim, em 1933, 70 por cento dos novos recrutas da SA eram ex-comunistas. 
Em 1933, o General Werner von Blomberg, o Ministro da Defesa, e o General Walter von Reichenau, o chefe do Reichswehr, o Departamento Ministerial, ficou cada vez mais preocupado com o crescente poder da SA. Röhm recebeu uma cadeira no Conselho de Defesa Nacional e começou a exigir mais voz em assuntos militares. Em 2 de outubro de 1933, Röhm enviou uma carta a Reichenau que dizia: “Considero a Reichswehr agora apenas como uma escola de treinamento para o povo alemão. A condução da guerra, e portanto também da mobilização, no futuro, é tarefa da SA." 

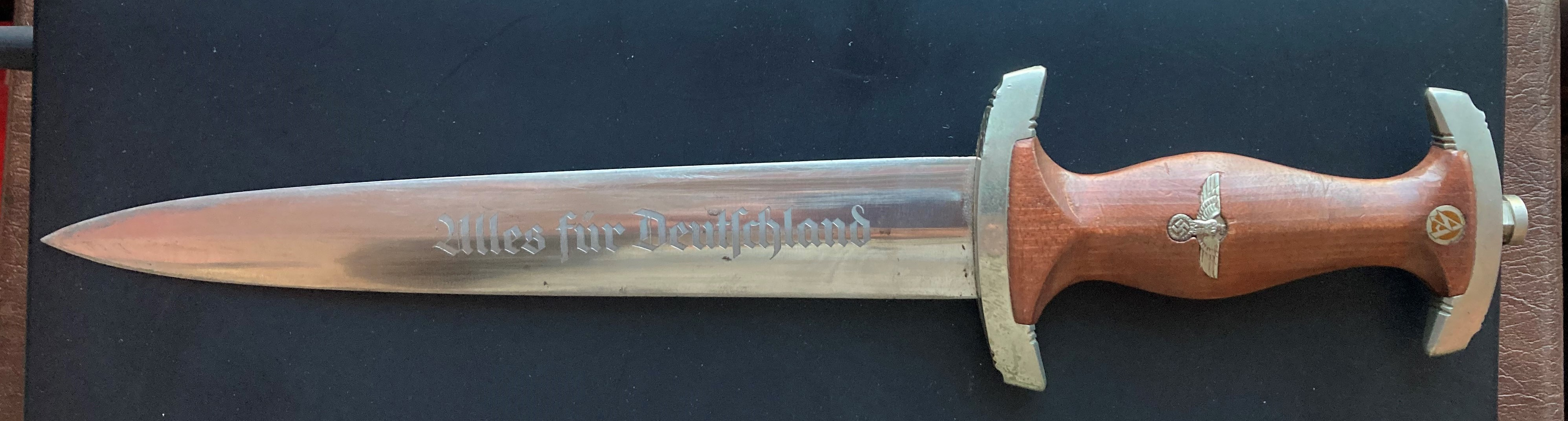
Faca da SA

Blomberg e von Reichenau começaram a conspirar com Göring e Himmler contra Röhm e as SA. Himmler pediu a Reinhard Heydrich que montasse um dossiê sobre Röhm. Heydrich reconheceu que para a SS ganhar pleno poder nacional, a SA tinha de ser quebrada.  Ele fabricou evidências sugerindo que Röhm havia recebido 12 milhões de marcos de agentes franceses para derrubar Hitler. Hitler gostava de Röhm e inicialmente se recusou a acreditar no dossiê fornecido por Heydrich. Röhm foi um dos seus primeiros apoiadores e, sem sua capacidade de obter fundos do exército nos primeiros dias do movimento, é improvável que os nazistas tivessem se estabelecido. A SA, sob a liderança de Röhm, também desempenhou um papel vital na destruição da oposição durante as eleições de 1932 e 1933.

## Noite das Facas Longas

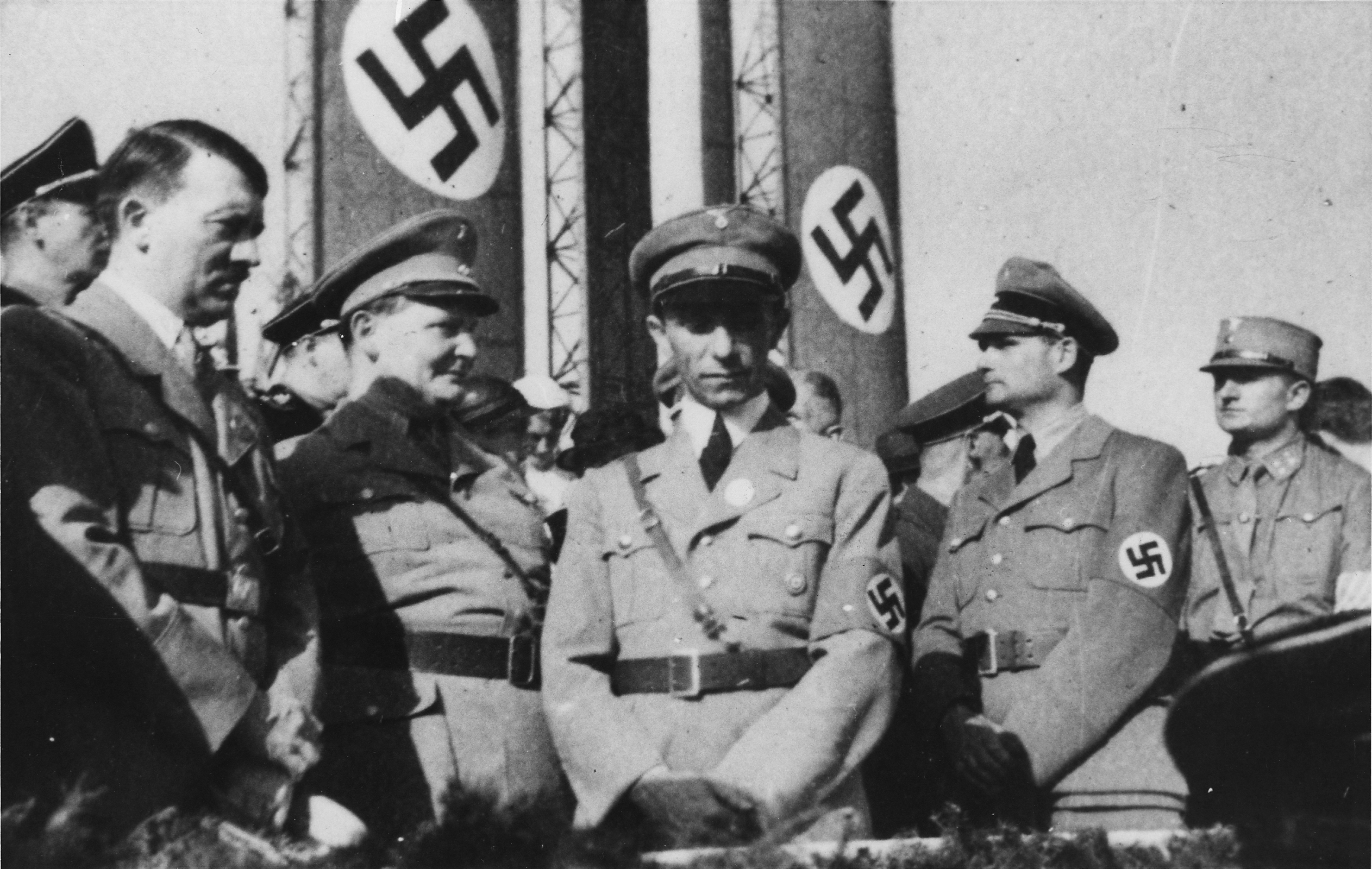
Os arquitetos do expurgo: Hitler, Göring, Goebbels e Hess. Apenas Himmler e Heydrich estão ausentes.

Hitler tinha suas próprias razões para querer que Röhm fosse removido. Alguns de seus poderosos apoiadores vinham reclamando de Röhm há algum tempo. Os generais opuseram-se ao desejo de Röhm de que a SA, uma força com mais de três milhões de homens na altura, absorvesse nas suas fileiras, sob a sua liderança, o muito menor Exército Alemão.  Como os oficiais desenvolveram o Reichswehr como uma força profissional de 100.000 homens, eles acreditavam que ela seria destruída se fosse fundida com milhões de capangas não treinados da SA. Além disso, os comandantes do exército estavam muito preocupados com os relatos de um enorme esconderijo de armas nas mãos de membros da SA.  Os industriais, que haviam fornecido os fundos para a vitória nazista, estavam descontentes com as visões socialistas de Röhm sobre a economia e suas alegações de que a verdadeira revolução ainda estava para acontecer. O presidente Hindenburg informou Hitler em junho de 1934 que se não houvesse nenhuma iniciativa para conter a SA, ele dissolveria o governo e declararia lei marcial. 
Hitler também estava preocupado que Röhm e a SA tivessem o poder de removê-lo da liderança. Göring e Himmler exploraram esse medo alimentando Hitler constantemente com novas informações sobre o golpe proposto por Röhm. Um golpe de mestre foi alegar que Gregor Strasser, que Hitler sentia que o havia traído, fazia parte da conspiração planejada contra ele. Com esta notícia, Hitler ordenou que todos os líderes da SA comparecessem a uma reunião no Hotel Hanselbauer em Bad Wiessee.
Em 30 de junho de 1934, Hitler, acompanhado por unidades da SS, chegou a Bad Wiessee, onde pessoalmente prendeu Röhm e outros líderes de alto escalão da SA. Nas 48 horas seguintes, outros 200 oficiais superiores da SA foram presos a caminho de Wiessee. Muitos foram baleados e mortos assim que foram capturados, mas Hitler decidiu perdoar Röhm por seus serviços anteriores ao movimento. Em 1º de julho, após muita pressão de Göring e Himmler, Hitler concordou que Röhm deveria morrer. Hitler insistiu que Röhm deveria primeiro ter permissão para cometer suicídio. Quando Röhm se recusou a fazê-lo, foi baleado por dois oficiais da SS, Theodor Eicke e Michael Lippert.  Embora os nomes de 85 vítimas sejam conhecidos, as estimativas colocam o número total de mortos entre 150 e 200 homens, os restantes dos quais permanecem não identificados. 
Alguns alemães ficaram chocados com as execuções, mas muitos outros achavam que Hitler havia restaurado a "ordem" no país. A propaganda de Goebbels destacou o "Röhm-Putsch" nos dias seguintes. A homossexualidade de Röhm e de outros líderes da SA foi tornada pública para adicionar "valor de choque", embora Hitler e outros líderes nazistas soubessem há anos sobre a sexualidade de Röhm e de outros líderes da SA nomeados. 

## Depois do expurgo
Após a Noite das Facas Longas, a SA continuou a operar, sob a liderança do Stabschef Viktor Lutze, mas o grupo foi significativamente reduzido. No espaço de um ano, o número de membros da SA foi reduzido em mais de 40%.  Entretanto, os nazistas aumentaram os ataques contra judeus no início da década de 1930 e usaram a SA para realizá-los.
Em novembro de 1938, após o assassinato do diplomata alemão Ernst vom Rath por Herschel Grynszpan (um judeu polonês), a SA foi usada para "manifestações" contra o ato. Em tumultos violentos, membros da SA quebraram as fachadas de vidro de cerca de 7.500 lojas e empresas judaicas. Os eventos foram chamados de Kristallnacht (Noite dos Cristais). Casas judaicas foram saqueadas por toda a Alemanha. Este pogrom danificou, e em muitos casos destruiu, cerca de 200 sinagogas (que constituíam quase tudo o que a Alemanha tinha), muitos cemitérios judaicos, mais de 7.000 lojas judaicas e 29 lojas de departamento. Alguns judeus foram espancados até à morte e mais de 30.000 homens judeus foram presos e levados para campos de concentração.
Depois disso, a SA foi ofuscada pela SS; em 1939, ela tinha pouca importância no Partido Nazista, embora nunca tenha sido formalmente dissolvida e tenha continuado a existir até o fim da guerra. Em janeiro de 1939, o papel da SA foi oficialmente estabelecido como uma escola de treinamento para as forças armadas, com o estabelecimento da SA Wehrmannschaften (Unidades Militares da SA).  Com o início da Segunda Guerra Mundial em setembro de 1939, a SA perdeu a maioria dos seus membros restantes para o serviço militar na Wehrmacht (forças armadas). 
Em janeiro de 1941, rivalidades de longa data entre o Auswärtiges Amt (Ministério das Relações Exteriores) e a SS explodiram com a tentativa de golpe de estado em Bucareste, que viu a SS apoiar o golpe da Guarda de Ferro sob seu líder Horia Sima contra o primeiro-ministro, general Ion Antonescu, enquanto o Auswärtiges Amt, juntamente com a Wehrmacht, apoiava Antonescu. Após o golpe, o Ministro das Relações Exteriores Joachim von Ribbentrop fez um esforço para restringir o poder da SS de conduzir uma política externa independente do Auswärtiges Amt . Aproveitando as rivalidades de longa data entre a SS e a SA, em 1941, Ribbentrop nomeou um grupo de homens da SA para chefiar as embaixadas alemãs na Europa Oriental, com Manfred Freiherr von Killinger indo para a Romênia, Siegfried Kasche para a Croácia, Adolf-Heinz Beckerle para a Bulgária, Dietrich von Jagow para a Hungria e Hanns Ludin para a Eslováquia, a fim de garantir que haveria uma cooperação mínima com a SS.  O papel dos embaixadores da SA era o de “quase governadores do Reich”, pois supervisionavam agressivamente os assuntos internos das nações onde estavam estacionados, o que os tornava muito diferentes dos embaixadores tradicionais.  Os embaixadores líderes da SA cumpriram as esperanças de Ribbentrop, pois todos tinham relações distantes com a SS, mas como um grupo eles eram notavelmente ineptos como diplomatas, com Beckerle sendo tão rude e vulgar em suas maneiras que o Rei Bóris III quase se recusou a permitir que ele apresentasse suas credenciais no Palácio de Vrana.  Como embaixador em Bratislava, Ludin organizou a deportação de 50.000 judeus eslovacos para Auschwitz em 1942.  Em 23–24 de agosto de 1944, Killinger notavelmente estragou a resposta alemã ao golpe do rei Miguel I, que viu o rei Miguel I da Romênia demitir Antonescu, assinar um armistício com os Aliados e declarar guerra à Alemanha, custando assim ao Reich sua maior fonte de petróleo.  Dos embaixadores da SA, Killinger e Jagow cometeram suicídio em 1944 e 1945, respectivamente, enquanto Kasche e Ludin foram executados por crimes de guerra em 1947 na Iugoslávia e na Tchecoslováquia, respectivamente. Beckerle passou 11 anos em um campo de prisioneiros de guerra soviético, foi libertado para a Alemanha Ocidental em 1955, foi acusado de crimes de guerra em 1966 por seu papel na deportação de judeus macedônios, que foram abandonados por motivos de saúde em 1968, e morreu em 1976 em uma casa de repouso na Alemanha Ocidental.
Em 1943, Viktor Lutze morreu num acidente de automóvel e Wilhelm Schepmann foi nomeado líder.  Schepmann fez o melhor que pôde para comandar a SA pelo resto da guerra, tentando restaurar o grupo como uma força predominante dentro do Partido Nazista e consertar anos de desconfiança e ressentimentos entre a SA e a SS. Na noite de 29 a 30 de março de 1945, membros da SA austríaca estiveram envolvidos numa marcha da morte de judeus húngaros de um campo de trabalho em Engerau (atual Petržalka, Eslováquia) para Bad Deutsch-Altenburg, onde 102 judeus foram mortos, baleados ou espancados até à morte.  Em abril de 1945, Kreisstabsführer des Kremser Volkssturms (Chefe do Estado-Maior Distrital da Milícia Krems) e SA-Standartenführer (Coronel da SA) Leo Pilz lideraram um contingente de milicianos Volkssturm durante o massacre da Prisão de Stein, durante o qual 400-500 prisioneiros foram sumariamente executados. Após a guerra, Pilz e outros quatro foram condenados à morte pelo Tribunal Popular de Viena.
A SA deixou de existir em maio de 1945, quando a Alemanha nazista entrou em colapso. Foi formalmente dissolvido e proibido pelo Conselho de Controle Aliado, promulgando a Lei do Conselho de Controle nº 2 em 10 de outubro de 1945. Em 1946, o Tribunal Militar Internacional de Nuremberg decidiu formalmente que a SA não era uma organização criminosa.

## Liderança

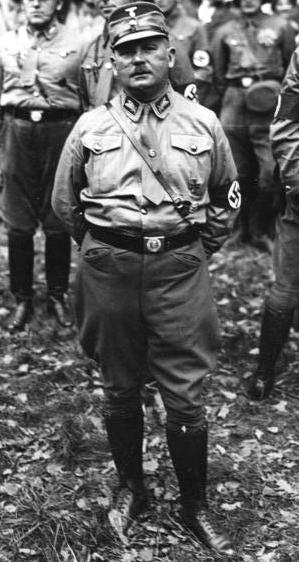
Ernst Röhm, Chefe do Estado-Maior da SA, 1931 a 1934

O líder da SA era conhecido como Oberster SA-Führer, traduzido como Líder Supremo da SA. Os seguintes homens ocuparam este cargo:
- Emil Maurice (1920–1921) [51]
- Hans Ulrich Klintzsch (1921–1923)
- Hermann Göring (1923) [13]
- Nenhum (1923–1925) [d]
- Franz Pfeffer von Salomon (1926–1930) [52]
- Adolf Hitler (1930–1945) [52]

Em setembro de 1930, para reprimir a Revolta de Stennes e tentar garantir a lealdade pessoal da SA a si mesmo, Hitler assumiu o comando de toda a organização e permaneceu como Oberster SA-Führer pelo resto da existência do grupo até 1945. A gestão diária da SA era conduzida pela Stabschef-SA (Chefe do Estado-Maior das SA), posição que Hitler designou para Ernst Röhm.  Após Hitler assumir o comando supremo da SA, foi a Stabschef-SA que era geralmente aceito como o comandante da SA, agindo em nome de Hitler. O seguinte pessoal ocupou o cargo de Stabschef-SA:
- Otto Wagener (1929–1931)
- Ernst Röhm (1931–1934)
- Viktor Lutze (1934–1943)
- Max Jüttner (interino, maio-agosto de 1943)
- Wilhelm Schepmann (1943–1945) [54]

## Organização

Organização da SA

A SA foi organizada em vários grandes Gruppen regionais ("Grupos"). O líder do grupo respondia apenas à Stabschef-SA ou Hitler.  Cada Gruppe era composto por Brigaden subordinados ("Brigadas").  Subordinado ao Brigaden eram os menores, do tamanho de um regimento, Standarten.  SA-Standarten operavam em todas as principais cidades alemãs e eram divididas em unidades ainda menores, conhecidas como Sturmbanne e Stürme.
O nexo de comando para toda a SA era o Oberste SA-Führung, localizado em Stuttgart. O comando supremo da SA tinha muitos subescritórios para lidar com suprimentos, finanças e recrutamento.
A SA também tinha várias unidades de treinamento militar. O maior foi o SA-Marine, que serviu como auxiliar da Kriegsmarine (Marinha Alemã) e realizou operações de busca e salvamento, bem como defesa do porto. A SA também tinha uma ala "exército", semelhante à Waffen-SS, conhecida como Feldherrnhalle . Esta formação expandiu-se de um tamanho regimental em 1940 para um corpo blindado completo (Panzerkorps Feldherrnhalle) em 1945. Quanto às unidades formadas fora da Alemanha, após o sucesso da invasão da Polônia em 1939, uma unidade SA, "Grande Governo", foi formada. As unidades foram renomeadas para SA Wehrschützen-Bereitschaften em 1942. O título foi abreviado para SA Wehrbereitschaften, a partir de então. 

## Estrutura organizacional (Agosto de 1934–1945)
- Oberste SA-Führung (Supremo Comando da SA e Controle)
- Gruppe (Grupo): composto por várias brigadas[e]
- Brigade (Brigada): 3 a 9 Standarten
- Standarte (Unidade de estandarte de tamanho regimental): 3 a 5 Sturmbanner
- Sturmbann (Jurisdição das tropas de choque, unidade do tamanho de um batalhão): 3 a 5 Stürme
- Sturm (Tropas de choque, subunidade do tamanho de uma companhia): 3 a 4 Trupps
- Trupp (Tropa, subunidade do tamanho de um pelotão): 3 a 4 Scharen
- Schar (Secção): 1 a 2 Rotten (esquadrões ou equipes)
- Rotte (esquadrão ou equipe): 4 a 8 homens da SA
- SA-Mann (Homem da SA/Soldado da SA)

## Conflitos internos nas fileiras
Em Hitler: A Biography, de 1936, o historiador alemão Konrad Heiden observou que dentro das fileiras da SA, havia "um grande número de ex-comunistas e sociais-democratas" e que "muitas das tropas de assalto eram chamadas de 'bifes' - marrons por fora e vermelhos por dentro".  O influxo de não-nazistas na Sturmabteilung a adesão era tão frequente que os homens da SA brincavam dizendo: "Na nossa tropa de assalto há três nazistas, mas em breve os teremos expelido". 
O número de "bifes" foi estimado como grande em algumas cidades, especialmente no norte da Alemanha, onde a influência de Gregor Strasser e do strasserismo foi significativa.  O chefe da Gestapo de 1933 a 1934, Rudolf Diels, relatou que "70 por cento" dos novos recrutas da SA na cidade de Berlim eram comunistas.  Isso é ainda mais evidenciado por historiadores: "Quanto às filiações anteriores a grupos de jovens, quase metade dos membros da SS e quase um terço dos stormtroopers imediatos pertenciam ao Corpo Livre, a vigilantes ou a grupos de veteranos militantes durante seus primeiros 25 anos de vida. Eles também vinham, em números desproporcionais, de grupos de jovens de esquerda, como a Juventude Socialista ou Comunista ou a Frente Vermelha (RFB)."
Alguns argumentaram que, como a maioria dos membros da SA vinha de famílias da classe trabalhadora ou estavam desempregados, eles eram mais receptivos ao socialismo de tendência marxista, esperando que Hitler cumprisse o Programa Nacional Socialista de 25 pontos. No entanto, o historiador Thomas Friedrich relata que os repetidos esforços do Partido Comunista da Alemanha (KPD) para apelar às origens da classe trabalhadora da SA estavam "condenados ao fracasso", porque a maioria dos homens da SA estava focada no culto nacionalista de Hitler e na destruição do "inimigo marxista", um termo que era usado para identificar tanto o KPD como o Partido Social-Democrata da Alemanha (SPD). 
O nome também se referia à troca de partidos entre membros do Partido Nazista e do Partido Comunista, principalmente aqueles que faziam parte das fileiras da SA.